# Scolopendra abnormis
Espèce
Statut de conservation UICN

 VU D2 : Vulnérable
Scolopendra abnormis (le mille-patte de l'Île-aux-Serpents) est une espèce de myriapodes de la famille des Scolopendridae. Il est endémique de l'île Maurice. 